# Chirembia alomatae
Chirembia alomatae är en insektsart som beskrevs av Ross 2006. Chirembia alomatae ingår i släktet Chirembia och familjen Embiidae. Inga underarter finns listade i Catalogue of Life.